# Sulfonat

Cấu trúc của một loại sulfonat ion.

Sulfonat là một muối hoặc một este của axit sulfonic R-SO3−.

## Muối sunfonat
Anion có công thức chung RSO3− được gọi là sulfonates. Chúng là thành phần tạo nên của axit sulfonic với công thức RSO2OH. Vì axit sulfonic có khuynh hướng là axit mạnh nên các sulfonat tương ứng là sẽ yếu. Do tính ổn định của anion sulfonat, các cation của muối sulfonat như triflat scandi có ứng dụng như axit Lewis.
Để điều chế muối sunfonat, ta cho haloalkanes phản ứng với một sunfit như natri sunfit. Thí nghiệm lần đầu tiên được Adolph Strecker miêu tả vào năm 1868 (ankyl hóa sunfit của Strecker). Phản ứng được mô tả qua phương trình sau:
RX + M2SO3 → RSO3M + MX
Iodide được sử dụng là chất xúc tác.

## Este sunfonic
Este có công thức chung là R1SO2OR2 được gọi là este sunfonic. Các chất này được gọi tên tương tự như este carboxyl thông thường. Ví dụ, nếu nhóm R2 là một nhóm metyl và nhóm R1 là một nhóm trifluoromethyl, hợp chất kết quả là metyl trifluoromethanesulfonate.
Các este sulfonic được sử dụng làm chất phản ứng trong tổng hợp hữu cơ, chủ yếu bởi vì nhóm RSO3 là một nhóm rời tốt, đặc biệt khi R nhận electron. Ví dụ Metyl triflate là một chất chuyển hóa metyl mạnh.

### Sultones

1,3-Propane sultone

Cyclic sulfonic este được gọi là sultones. Một ví dụ là 1,3-propan sultone. Một số sulton là các chất trung gian thời gian ngắn, được sử dụng làm chất alkyl hóa mạnh để đưa ra một nhóm sulfonat tích điện âm. Khi có mặt nước, chúng từ từ thủy phân thành các axit hydroxy sulfonic. Sultone oximes là sản phẩm trung gian then chốt trong quá trình tổng hợp thuốc chống co giật zonisamide.
Tisocromide là một ví dụ của một sultone.

## Ví dụ
| Tên                  | Tên khác                        | Gốc           |
| Mesylat              | Methanesulfonat                 | CH3SO3−       |
| Triflat              | Trifluoromethanesulfonat        | CF3SO3−       |
| Ethanesulfonat       | Esilat, esylat                  | C2H5SO3−      |
| Tosylate             | p-toluenesulfonat               | CH3C6H4SO3−   |
| Axit benzenesulfonic | Besylat                         | C6H5SO3−      |
| Closilat             | Closylat, chlorobenzenesulfonat | ClC6H4SO3−    |
| Camphorsulfonat      | Camsilat, camsylat              | (C10H15O)SO3− |